# Pudakitbarat
Pudakitbarat is een bestuurslaag in het regentschap Gresik van de provincie Oost-Java, Indonesië. Pudakitbarat telt 1350 inwoners (volkstelling 2010).